# 丹後天橋立大江山国定公園

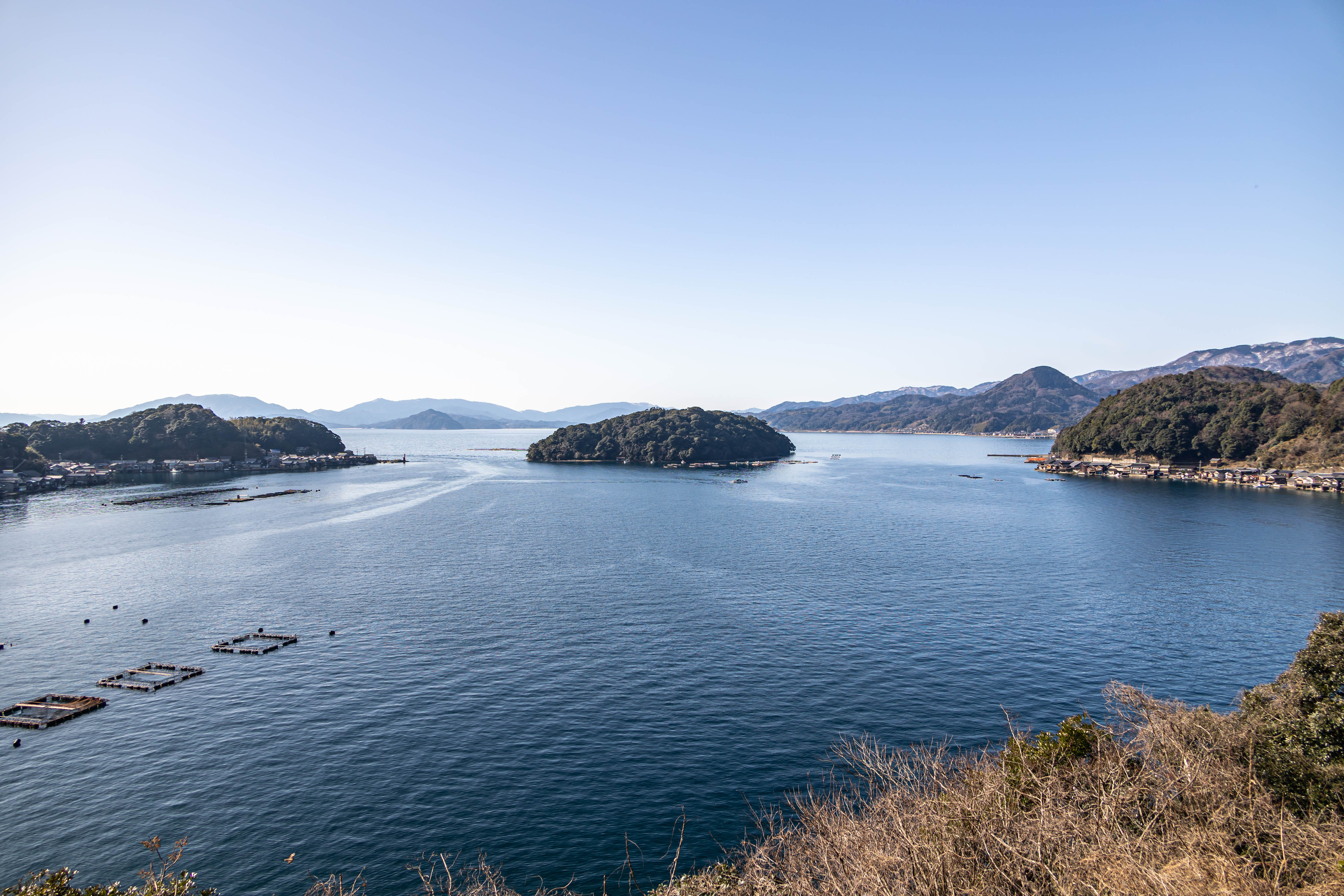
伊根湾

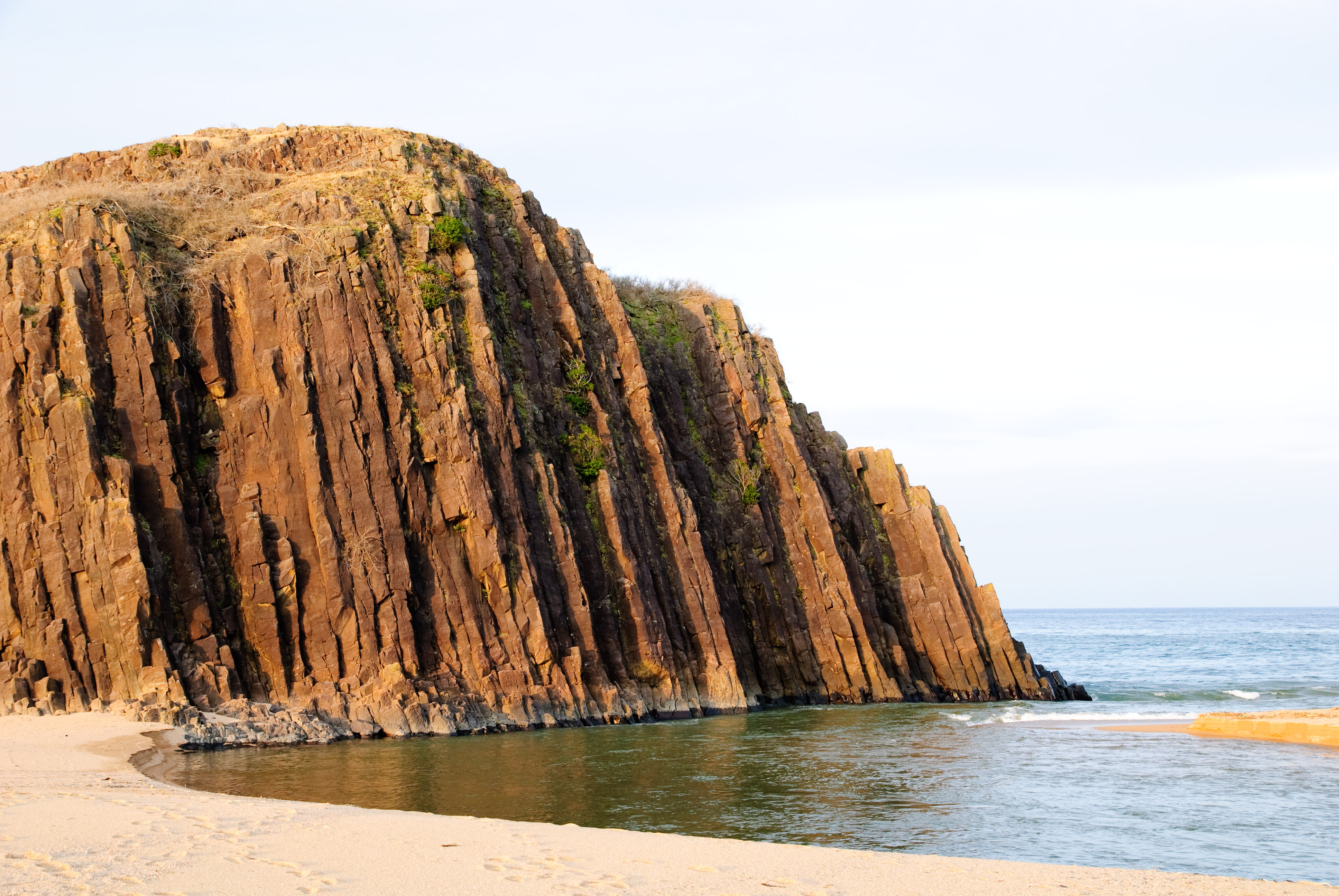
後ヶ浜の立岩

丹後天橋立大江山国定公園（たんごあまのはしだておおえやまこくていこうえん）は、京都府京丹後市から京都府舞鶴市の由良川河口右岸に至る「丹後半島海岸地区」及び、丹後半島内陸部の「世屋高原地区」、福知山市の旧大江町地域を中心とした「大江山連峰地区」の3地区で構成された国定公園。2007年8月3日に若狭湾国定公園から丹後半島海岸地区を独立させ、他の2地区を追加指定する形で新設された。17年ぶり、62番目の指定。総面積は約19,023haで、うち3,762ヘクタールは若狭湾国定公園から分離した部分である。

## 概要
日本海に面した丹後半島沿岸では、日本三景のひとつ天橋立や伊根の舟屋群、鳴き砂で知られる琴引浜などがある。内陸部の世屋高原には近畿有数のブナ林が広がり、大江山は鬼伝説で知られる、また味土野の大滝などの自然豊かな所が国定公園となっている。
2000年代に入り自然と人間の営みの関係を重視する文化的景観の考え方が広がったことをうけ、自然環境のみならず棚田などの人為的な景観を国定公園に含めることにした初例でもある。

## 沿革
- 2007年8月3日 若狭湾国定公園から分離した部分に、新たな地域を加えた上で新設。

## 関係自治体
京都府
- 舞鶴市
- 福知山市
- 宮津市
- 京丹後市
- 与謝郡伊根町
- 与謝郡与謝野町

## アクセス
- 舞鶴若狭自動車道
- 京都縦貫自動車道